# Ивон Мойсбургер
Ивон Мойсбургер (родена на 3 октомври 1983 г. в Дорнбирн, Австрия) е австрийска професионална тенисистка.
Нейното върхово класиране в световната ранглиста за жени е № 37, постигнато на 31 март 2014 г. В своята кариера има WTA титла на сингъл и още 15 от веригата на ITF. На двойки е носителка на 9 ITF трофея. През 2015 г. след загубата си в първи кръг на Australian Open 2015 Мойсбургер се оттегля от тениса.

## Лични данни
Започва да играе тенис, когато е на 8 години. Майка ѝ се казва Хеди, а баща ѝ – Оскар. Има двама братя и сестра. Владее родния си немски, също английски и шведски език.
Харесва скуош, карането на ски, плуване, музика, филми. Възхищава се на Пийт Сампрас. Обича да пътува по света; любимите ѝ градове са Шварцах и Мелбърн. Любимият ѝ турнир е Ей Ес Би Класик, който се провежда в Окланд.

## Кариера
През юли 2007 г. Мойсбургер изненадващо стига до финала на Гащайн Лейдис 2007. По пътя си тя побеждава втората поставена Емили Луа, а след това Ева Бирнерова, Лурдес Домингес Лино и Карин Кнап. Във финалния двубой обаче тя отстъпва на Франческа Скиавоне с 1–6, 4–6.
През 2010 г. Мойсбургер стига до втори кръг на Аустрелиън Оупън 2010, Ролан Гарос 2010 и US Open 2010. И в трите турнира е отстранена от Мария Кириленко.
През юни 2013 г. Мойсбургер преодолява квалификациите на Уимбълдън 2013 след победи над Никол Гибс, Тамарин Танасугарн и Сесил Каратанчева. В първи кръг на основната схема тя се изправя срещу четвъртата поставена Агнешка Радванска, от която губи в два сета, 1–6, 1–6. Въпреки загубата, това е първото участие на Мойсбургер в основна схема на турнир от Големия шлем от 3 години насам. През следващия месец тя се класира за финала на Гран при на Будапеща 2013 в Унгария, надигравайки три поставени тенисистки по пътя си. Но във финала тя отстъпва на поставената под No.3 Симона Халеп в три сета, 3–6, 7–6, 1–6. В резултат на доброто си представяне в унгарската столица, Мойсбургер отново влиза в топ 100 на света и изпреварвайки Тамира Пашек става най-високо ранкираната австрийска тенисистка.
През юли 2013 г. печели първата си WTA титла в кариерата след триумф на Гащайн Лейдис 2013. Във финалната среща Мойсбургер побеждава Андреа Хлавачкова със 7–5, 6–2.
През 2014 г. Мойсбургер записва най-доброто си представяне в турнири от Големия шлем – на Australian Open 2014 стига до трети кръг, където взима само гейм срещу Виктория Азаренка. На Ролан Гарос 2014 и Уимбълдън 2014 е спряна във втори кръг, съответно от Саманта Стосър и Ли На. Мойсбургер изиграва последния си професионален мач на Australian Open 2015, обявявайки своето отказване от тениса след загубата си в първи кръг от Кейси Делакуа.

## Финали на турнири отWTA Тур

### Сингъл: 3 (1–2)
| Легенда                            |
| ---------------------------------- |
| Турнири от Големия шлем (0–0)      |
| Шампионат на WTA Тур (0–0)         |
| Задължителни Висши & Висши 5 (0–0) |
| Висши (0–0)                        |
| Международни (1–2)                 |

| Финали по настилка |
| ------------------ |
| Твърда (0–0)       |
| Трева (0–0)        |
| Клей (1–2)         |
| Мокет (0–0)        |

| Изход      | No. | Дата       | Турнир                                  | Настилка | Опонент            | Резултат           |
| ---------- | --- | ---------- | --------------------------------------- | -------- | ------------------ | ------------------ |
| Финалистка | 1.  | 29/07/2007 | Гащайн Лейдис, Бад Гащайн, Австрия      | Клей     | Франческа Скиавоне | 1–6, 4–6           |
| Финалистка | 2.  | 14/07/2013 | Гран при на Будапеща, Будапеща, Унгария | Клей     | Симона Халеп       | 3–6, 7–6(9–7), 1–6 |
| Шампионка  | 1.  | 21/07/2013 | Гащайн Лейдис, Бад Гащайн, Австрия      | Клей     | Андреа Хлавачкова  | 7–5, 6–2           |